# 16189 Риль
16189 Риль (16189 Riehl) — астероїд головного поясу, відкритий 8 січня 2000 року.
Тіссеранів параметр щодо Юпітера — 3,239.